# Erra (deus)
Erra ou Irra foi um deus acádio do submundo, da guerra e das pragas, associando-se ao deus sumério Nergal. Ele tinha um epíteto de "senhor da revolta e do massacre" devido ao poder destrutivo associado à fome. Era esposo de Mamitum (que não era a deusa-mãe Mami) e filho do deus do céu Am. Erra era cultuado em Cuta na Babilônia, assim como Nergal. No poema Erra e Isum, Erra destrói a Babilônia com a praga após ganhar o controle sobre o mundo. O texto é um retrato poético da erupção da violência e seus efeitos subsequentes na sociedade. Também mostra como a violência leva à ruptura da ordem (até mesmo a ordem divina imposta ao mundo pelos deuses) e o potencial de destruir a civilização.